# Charge Continuada
Charge Continuada foi um movimento de apoio ao cartunista brasileiro Renato Aroeira, ocorrido em 2020, após o Ministério da Justiça ter pedido abertura de inquérito para investigar uma charge do artista que associava o presidente Jair Bolsonaro ao nazismo.

## Publicação original
Em 14 de junho de 2020, Renato Aroeira publicou no site Brasil 247 uma charge com o título "Crime continuado", que trazia uma cruz vermelha (como referência a hospitais e demais serviços de saúde) com as extremidades pintadas com tinta preta de modo a formar uma suástica. À direita desta cruz, o presidente Jair Bolsonaro é mostrado com um pincel e uma lata de tinta preta dizendo "Bora invadir outro?". A charge fazia referência à fala de Bolsonaro, três dias antes, durante um vídeo ao vivo divulgado em suas redes sociais, no qual pedia a seus seguidores que invadissem e filmassem o interior de hospitais públicos e de campanha para averiguar se os leitos de emergência estariam sendo realmente utilizados por pacientes de COVID-19 durante a pandemia.
No mesmo dia, o jornalista Ricardo Noblat compartilhou a charge em sua conta no Twitter, que possuía mais de um milhão de seguidores. No dia seguinte, a Secretaria de Comunicação Social do governo divulgou em sua própria conta no Twitter um print do tweet de Noblat com o texto "Falsa imputação de crime é crime. O senhor Ricardo Noblat e o chargista estão imputando ao Presidente da República o gravíssimo crime de nazismo; a não ser que provem sua acusação, o que é impossível, incorrem em falsa imputação de crime e responderão por esse crime".

## Investigação do governo
Em 15 de junho de 2020, Aroeira e Ricardo Noblat foram alvos de um pedido de investigação protocolado na Procuradoria-Geral da República (PGR) pelo ministro da Justiça e Segurança Pública, André Mendonça. Tendo por base a Lei de Segurança Nacional (criada durante a ditadura militar brasileira), foi aberto um inquérito sobre a postagem de Noblat no Twitter e a charge de Aroeira. O ministro afirmou que o pedido foi baseado no artigo 26 da referida Lei, que prevê a pena de reclusão de um a quatro anos para quem "caluniar ou difamar" o presidente da República, do Senado, da Câmara ou do Supremo Tribunal Federal. Diversos juristas, contudo, entenderam que o artigo não se aplicaria à charge, pois ela seria claramente uma sátira e proibi-la seria uma forma de censura e atentado à liberdade de expressão.
Aroeira já havia sido processado por Bolsonaro anteriormente por causa de uma charge de 2018, quando ainda era candidato à presidência. O chargista foi absolvido em duas instâncias. A sentença ainda registrou que, em 2016, Bolsonaro não ficara constrangido em tirar fotografia ao lado de um homem fantasiado de Adolf Hitler.

## Movimento
No dia 15 de junho, após ampla divulgação na imprensa sobre o pedido de investigação contra Aroeira, o chargista Duke apresentou em alguns grupos de WhatsApp de cartunistas a ideia de se recriar a charge, substituindo o título "Crime continuado" por "Charge continuada". A artes começaram a surgir nas redes sociais e, em pouco tempo, outros artistas foram seguindo a ideia, criando suas próprias variações da charge original e divulgando nas redes sociais com a utilização da hashtag #SomosTodosAroeira. Foi ainda criada uma conta no Instagram, também chamada @somostodosaroeira, que passou a reunir essas charges, que já chegavam a mais de 470 apenas um mês depois do início do movimento.
O movimento dos chargistas em defesa de Aroeira teve também apoio de instituições como a associação internacional Cartooning for Peace, a Associação Brasileira de Imprensa, a Associação Brasileira de Jornalismo Investigativo e a Associação Nacional de Jornais, entre outras. Além disso, houve repercussão na mídia internacional sobre o fato.

## Reconhecimento
Em outubro de 2020, durante a divulgação dos vencedores do Prêmio Jornalistico Vladimir Herzog de Anistia e Direitos Humanos, que é concedido anualmente a profissionais e veículos de comunicação que se destacaram na defesa da democracia, da cidadania e dos direitos humanos e sociais, a comissão organizadora do prêmio anunciou a criação, exclusivamente para esta edição do evento, do "Prêmio Destaque Vladimir Herzog Continuado", especialmente para homenagear Aroeira e o movimento "Charge Continuada". Além de Aroeira, todos os 109 chargistas que inscreveram trabalhos relacionados ao movimento "Charge Continuada" no Vladimir Herzog foram laureados.
Os artistas que ganharam o prêmio foram: Aroeira, 1000ton, Adnael, Adriano Vicentini, Alecrim, Alessandro Driê, Aline Benevides, Alves, Amanda Sangaletti Ferreira da Silva, André Barroso, André Filipe Dutra Siqueira, André Flauzino, As Tiras do Caos, Baptistão, Brito, Brum, Bruno Brunelli, Bruno Weber, Cacinho, Camilo Riani, Carol Ito, Cartunista André Ribeiro, Cau Gomez, Charjeta, Cláudia Kfouri, Cláudio, Claudio Mor, Clayton, Cris Camargo, CrisVector, DaCosta, Daniel Bretas, Daniel Bretas, Daniel Og, Daniel Sousa, Danilo Aroeira, Duke, EDi Alves, Enéas Ribeiro, Erick Henrique Santos Souza, Evelyn Ema Postali, Everton Martins, Fábio Yamaji, Fausto Longo, Flavio, Flavio Soares, Gabriel Nemer Neves, Genin Guerra, Geuvar, Gil Brito, Gladson Targa, Guazzelli, Guga Baygon, Guto Respi, Hermes José Schmitz, JAL, João Victor Alves, José Ezequiel Costa Cordeiro, José Veríssimo, Joseniz, Josú Barroso, Jota a, Jovem Red, Kayro Rocha, Laz Muniz, Leandro Franco, LeandroPCotta, LuCAS Chewie, Luccas Longo, Luciano Félix, Luzia Magalhães Cardoso, Marcelo Maraska, Marceloh, Marco Oliveira, Marcos Venceslau, Maria Rita, Mario Alberto, Matheus Henrique Pastorini Camargo, Mauro Iasi, Moisés Prado Sousa, Nando Motta, Nate, Nórglis, O Código Secreto, Paulo Batista, PIcaretas On Line, Quinho, Renato Moll, Renato Peters, Roberta Nunes, Roger Mendes, Rubens Menezes, Samis, Samuca, Sartre, Sergio Ricciuto Conte, Seri, Solano Guedes, Sunça, Synnove Hilkner, Vagner.ilustra, Vinicius Ribeiro, Vinoli, Vitti, Wagner Filho, Wellington Fiuza, William, Zé Dassilva e Zepa Ferrer.